# 祭りの準備 (曲)
「祭りの準備」（まつりのじゅんび）は、ガガガSPの7枚目のシングル。2004年5月26日発売。発売元はソニー・ミュージック・レコーズ。

## 概要
2003年末にボーカルのコザック前田がパニック障害を起こし、活動が休止となっていたが、このシングルをリリースしていったん復活を果たした。全曲作詞・作曲はコザック前田が担当している。

## 収録曲
1. 祭りの準備
アルバム『無責任一家総動員』や『ガガガSPベストアルバム』にも収録された。
PVに天川美穂が出演している。
2. 学生さんよ
3. 手紙
ベース担当の桑原康伸の好きな曲で、前田がメガマサヒデに向けて作った曲。
お互い熱い契りなんて交わしていないし、交わすつもりもないけど、なんとなくお互い相変わらずこういう生き方しかできないんだし、マイペースでやっていこうといった内容の曲。
アルバム「俺様天才偉業集」にも収録された。